# یک دو دو
یک دو دو (به فرانسوی: One-Two-Two)،(تلفظ فرانسوی: [ɔn. twɔ. two]) مجلل‌ترین و مشهورترین روسپی‌خانه فرانسه در دهه‌های ۳۰ و ۴۰ میلادی بود. این روسپی‌خانه در ساختمان شماره ۸ خیابان پروونس پاریس قرار دارد.

## پیشینه
روسپی‌خانه در سال ۱۹۲۴ توسط مارسل جامت و همسرش فرناندو دورین بازگشایی شد. این ساختمان قبل از تشکیل روسپی‌خانه خانه شخصی جواکیم ناپلئون مورات بود. ساختمان در ابتدا سه طبقه داشت اما در سال ۱۹۳۳ چهار طبقه به آن اضافه شد و هفت طبقه شد. فرناندو دورین و مارسل جامت بعدها از هم جدا شدند. در طول جنگ جهانی دوم روسپی‌خانه زیر نظر آبور و افسران اطلاعاتی نظامی ارتش آلمان نازی اداره می‌شد. ماندل اسکولنیکاف، جوزف جوانویچ و افسران گشتاپو فرانسه، هنری لافونت و پیر بونی مسئول جاکشی روسپی‌خانه را در طول جنگ را برعهده داشت.
یک دو دو دارای ۶۵ روسپی روزانه ۳۰۰ مشتری داشت. ساعات کار یک دو دو از ۴ صبح تا ۴ بعدازظهر بود. علاوه بر اتاق‌ها ساختمان یک دو دو دارای یک رستوران یک میخانه و یک مطب برای چکاپ روسپیان بود. رستوران مکانی برای لاس‌زدن با دختران روسپی بود. اتاق‌ها در روسپی‌خانه با الهام‌گیری از فرهنگ‌های جهان مزین شده بود. اتاق‌های عمده روسپی‌خانه دارای ویژگی‌های زیر بودند.
- اتاق آن سوی اقیانوس، دیوار آن تصویر یک کشتی بخار را به بیننده القا می‌کرد. در حالیکه فرد بروی صندلی تاشو آفتابی نشسته‌است.
- اتاق دزدان دریایی، دیوار آن تصویر یک کشتی سوراخ شده در امواج آب را نشان می‌داد.
- اتاق قطار سریع‌السیر شرق
- اتاق انبار علوفه
- اتاق کلبه برفی اسکیموها
- اتاق چادر سرخپوست‌ها
- اتاق پروونسی
- اتق میهن
- اتاق جلوس کلئوپاتر مصر باستان
- اتاق جلوس رومی
- اتاق جلوس یونان باستان
- اتاق رنسانس
- اتاق آینه‌های ورسای
- اتاق شکنجه قرون‌وسطی
- اتاق صلابه

از دو اتاق فوق برای اعمال جنسی بی‌دی‌اس‌ام استفاده می‌شد.